# Gravierella multiannulata
Gravierella multiannulata är en ringmaskart som beskrevs av Fauvel 1919. Gravierella multiannulata ingår i släktet Gravierella och familjen Maldanidae. Inga underarter finns listade i Catalogue of Life.